# アシュラフ・イーナール
アシュラフ・イーナール（? - 1460年）は、エジプトを支配したブルジー・マムルーク朝の第14代スルタン（在位：1453年 - 1460年）。

## 生涯
第12代スルタンであったザーヒル・ジャクマクに仕えたマムルークで、ジャクマクがロドス島遠征を行なったときにはその総司令官を務めた。1453年のジャクマクの死後、その息子のマンスール・ウスマーンが失政を行なってマムルークの支持を失ったのを見てクーデターを起こし、スルタンに即位した。
イーナールの時代にはオスマン朝の勢力拡大が急速に進められており、即位した年には遂に東ローマ帝国が滅ぼされている。このため、小アジアやバルカン半島に残っていた東ローマ帝国系の小王国やカラマン君侯国らはオスマン朝に対抗するためにマムルーク朝に援軍を求めたが、国内では黒人奴隷（ジャルバーンの反乱）が起こっていたためにその余裕が無く、またイーナール自身もオスマン朝とは友好を求めたためにそれらの要請を拒絶し、これは後年にマムルーク朝がオスマン朝に圧迫される一因をなした。
1460年に死去すると、息子のムアイヤド・アフマドが後を継いだが、やはり世襲はならなかった。